# Samsung Galaxy S6
Samsung Galaxy S6 – smartfon z serii Galaxy produkowany przez koreańską firmę Samsung. Wraz z wersją edge został zaprezentowany 1 marca 2015 roku podczas Mobile World Congress w Barcelonie (wersja edge+ 13 sierpnia 2015 roku). Smartfon jest dostępny w wersjach:
- S6 (nieoficjalnie nazywanej „flat”, ponieważ jej wyświetlacz nie jest zakrzywiony)
- S6 edge (z wyświetlaczem zakrzywionym z obu stron)
- S6 edge+ (z wyświetlaczem zakrzywionym z obu stron oraz większym ekranem i powiększoną pamięcią RAM)

Urządzenie posiada procesor Exynos 7420 wykonany w procesie technologicznym 14 nm LPE i oparty na architekturze Big.LITTLE oraz układ graficzny Mali-T760 MP8. Smartfon jest wyposażony w ekran Super AMOLED 5,1 cala o rozdzielczość 2560 × 1440 pikseli o zagęszczeniu 577 ppi (5,7 cala i 518 ppi w S6 edge+), 3 GB pamięci RAM w wersjach flat i edge oraz 4 GB w wersji edge + typu LPDDR4. Smartfon występuje w wersjach z 32, 64 i 128 GB (tylko 32 i 64 GB w wersji S6 edge+)pamięci flash typu UFS 2.0, nie posiada slotu na karty pamięci Micro SD. Oparty jest na systemie operacyjnym Android 5.0.2 Lollipop, możliwa aktualizacja do 7.0.1. Posiada tylny aparat 16 Mpix i przedni 5 Mpix, a obiektyw ma światło f/1.9 i jest stabilizowany. Aparat nagrywa obraz HDR, zarówno z przedniej, jak i tylnej kamery. Wyposażony jest w baterię o pojemności 2550 mAh w wersji flat, 2600 mAh w wersji edge oraz 3000 mAh w wersji edge+. Wspiera ładowanie bezprzewodowe w standardach WPC1.1 i PMA 1.0, a w wersji S6 edge+ również WPC1.2. Galaxy S6 oraz S6 edge były jednymi z pierwszych smartfonów posiadających układy audio w standardzie Hi-Res (dźwięk 24-bitowy), w modelach S6 edge+ i Note 5 wzbogacono je również o przesył dźwięku w jakości Hi-Res za pośrednictwem standardu Bluetooth.
Producent zebrał zamówienia od sprzedawców na 20 mln sztuk Galaxy S6 i S6 edge przed rozpoczęciem sprzedaży 10 kwietnia 2015. 10 mln urządzeń sprzedano po około miesiącu, co było wynikiem poniżej oczekiwań. Początkowo producent zakładał, że sprzeda 70 mln sztuk do końca 2015, ale te szacunki skorygowano do 45 mln urządzeń. Następcą Samsunga Galaxy S6 jest Samsung Galaxy S7 i S7 edge.